# 東ティモール関係記事の一覧
東ティモール関係記事の一覧（ひがしてぃもーるかんけいきじのいちらん）は、東ティモールに関係する記事を50音順に並べたもの。県名とその他の記事とに分けて記載する。

## 数字・記号・アルファベット

### 数字
- 2002年東ティモール大統領選挙
- 2007年東ティモール国民議会選挙
- 2007年東ティモール大統領選挙
- 2012年東ティモール国民議会選挙
- 2012年東ティモール大統領選挙

### 記号
- .tl
- .tp

### アルファベット
- ISO 3166-2:TL
- U-23サッカー東ティモール代表

## あ
- ウェタル海峡
- エスタニスラウ・ダ・シルバ
- オエクシ＝アンベノ
- オリンピックの東ティモール選手団
- オンバイ海峡

## か
- カルロス・フィリペ・シメネス・ベロ
- 国際連合東ティモール暫定行政機構
- 国際連合東ティモール支援団
- 国際連合東ティモール事務所（UNOTIL）
- 国際連合東ティモール統合ミッション
- 国際連合東ティモール・ミッション
- 国民議会 (東ティモール)
- 国民統一党 (東ティモール)

## さ
- サヴ海
- サッカー東ティモール代表
- サンタクルス事件
- 社会民主党 (東ティモール)
- ジャコ島
- シャナナ・グスマン
- 小スンダ列島
- ジョゼ・ラモス＝ホルタ
- スンダ列島
- ソチオリンピック東ティモール選手団

## た
- チアゴ・キリーノ・ダ・シウヴァ
- ティモール英雄協会
- ティモール海
- ティモール社会民主協会
- ティモール島
- ディリ
- テトゥン語

## な
- 該当項目なし

## は
- 東ティモール
- 東ティモール国際軍
- 東ティモール再建国民会議
- 東ティモール・サッカーリーグ
- 東ティモールサッカー連盟
- 東ティモール制憲議会選挙
- 東ティモール・センターボ
- 東ティモール独立革命戦線 (フレティリンからリダイレクト)
- 東ティモール独立住民投票（英語版）
- 東ティモールの音楽
- 東ティモールの行政区画
- 東ティモールの言語状況
- 東ティモールの国歌
- 東ティモールの国旗
- 東ティモールの国章
- 東ティモールの首相
- 東ティモールの政党
- 東ティモールの大統領
- 東ティモールの独立
- 東ティモールの都市の一覧
- 東ティモールの文化
- 東ティモール紛争
- フェリペ・ベルトルド・ドス・サントス
- フランシスコ・シャビエル・ド・アマラル
- ブルース・グレンヴィル
- プレジデンテ・ニコラウ・ロバト国際空港
- フレティリン (東ティモール独立革命戦線へリダイレクト)
- ポルトガル・エスクード
- ポルトガル海上帝国
- ポルトガル語圏競技大会
- ポルトガル語諸国共同体
- ポルトガル領ティモール
- ポルトガル領ティモール・パタカ

## ま
- マカオ・パタカ
- マリ・アルカティリ
- マリアナ (東ティモール)
- 民主党 (東ティモール)
- ムリロ・リベリオ・デ・アルメイダ

## や
- 該当項目なし

## ら
- ルゾフォニア
- ロスパロス
- ロンドンオリンピック (2012年) 東ティモール選手団

## わ
- 該当項目なし

## 県名
- ディリ地方: ディリ県、マナトゥト県、リキシャ県
- バウカウ地方: バウカウ県、ビケケ県、ラウテン県
- サメ地方: アイナロ県、アイレウ県、マヌファヒ県
- マリアナ地方: エルメラ県、コバリマ県、ボボナロ県
- オエクシ地方: オエクシ県 (オエクシ＝アンベノへリダイレクト)